# Peltasta

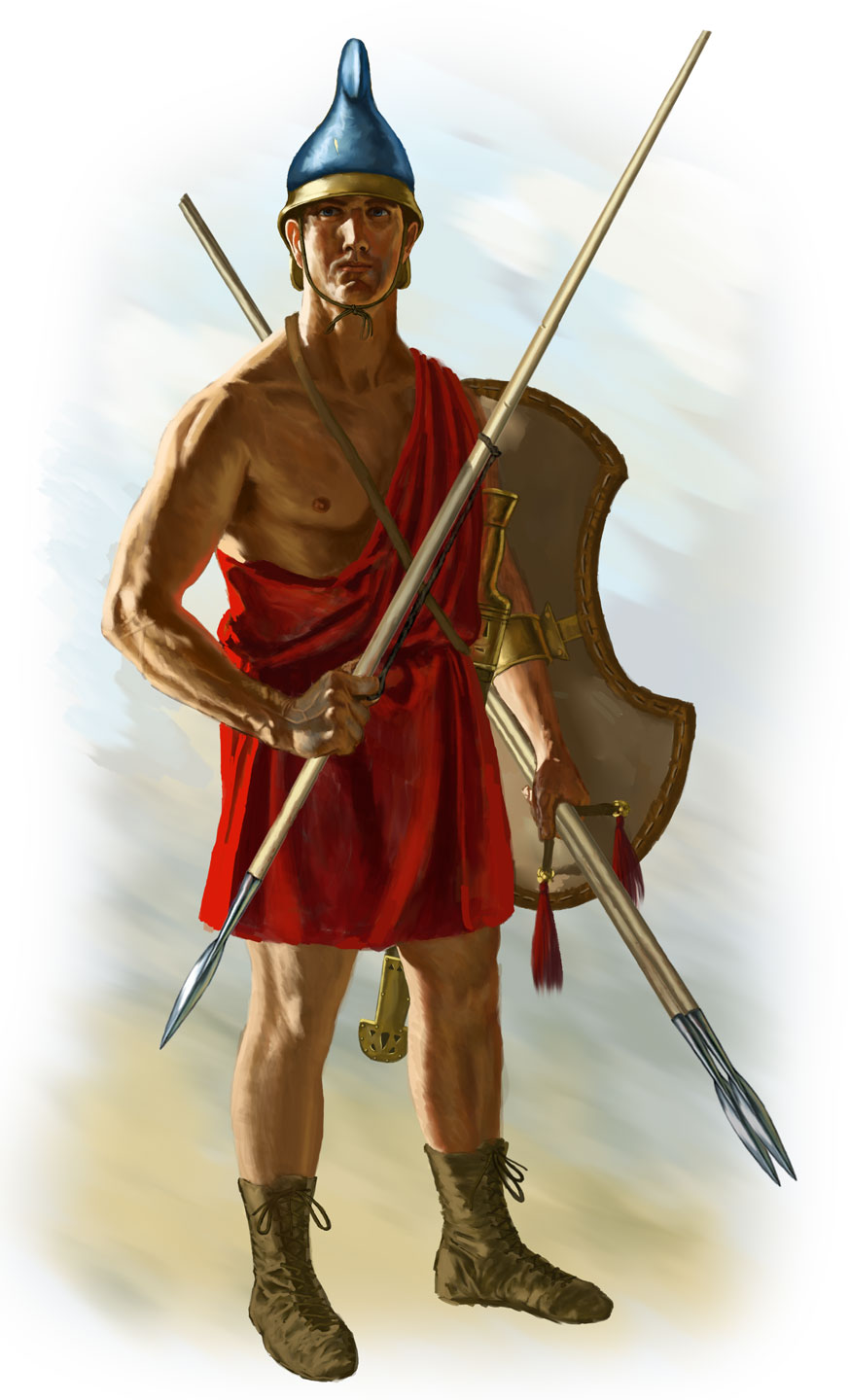
Peltasta agriano.

El peltasta (en griego πελταστής/peltastēs, derivado de πέλτη/péltê «escudo ligero»; en latín, peltarion) fue, desde el siglo IV a. C., la infantería ligera mercenaria característica de los ejércitos griegos y helenísticos. 

## Descripción
Se le denominaba así por su escudo de mimbre (pelta o adarga). Según Aristóteles, este carecía de borde y estaba forrado con piel de cabra o de oveja, por la descripción pareciera ser redondo u ovalado con un eje mayor de unos sesenta centímetros, con una gran escotadura semicircular en un lado mayor lo que le daba un perfil de media luna, aunque también había  peltas circulares. Solía adornarse con un motivo protector, un animal o un ser mítico como la Gorgona, en la creencia de que la mirada del mismo podía paralizar al enemigo.
La pelta aparece representada a veces con una sola asa, y otras con dos asideros, como los escudos hoplitas, pero no siempre se empuñaba por el interior, sino que a menudo se embrazaba para que el peltasta pudiera sujetar con la mano izquierda así liberada, un puñado de jabalinas, por ello llevaba también una correa de cuero para suspenderla durante las marchas. Modelos similares aparecen en el arte escita y podría tratarse de un modelo de escudo procedente de Europa central. 
El mercenario ateniense Jenofonte, jocosamente, describe a unos peltastas enganchados por las correas, al tratar de trepar por una empalizada. A menudo, las Amazonas eran caracterizadas con equipamiento peltasta.

## Desarrollo

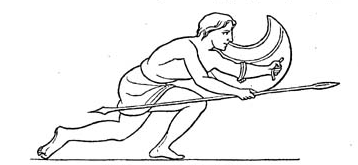
Peltasta

El estilo de lucha usado por los peltastas se originó en Tracia, y los primeros peltastas fueron reclutados en las ciudades griegas de la costa de esa región. Estas tropas llevaban la indumentaria tradicional de su tierra: capa adornada, botas altas y gorro frigio de piel de zorro con orejeras, no usaban armadura. Su arma favorita la jabalina, a menudo con un propulsor para incrementar su poder de penetración, pero portaban también una espada, una romfaia o romphaia tracia, una larga espada curva de un único filo introtorso. En el siglo IV a. C., también utilizaron casco y armadura de lino.
Los peltastas tracios podían hostigar a distancia a tropas pesadas como la falange hoplítica gracias a sus jabalinas y su ligereza les permitía escapar ante una carga. Por otro lado, gracias a su armamento, tenían ventaja sobre otras tropas ligeras pero menos protegidas, como los psiloi, los arqueros o los honderos, igualándolos en velocidad de maniobra. Su principal riesgo en batalla consistía en ser forzados, por los hoplitas, a combatir cuerpo a cuerpo, y los eventuales disparos de honderos o arqueros. Se trataba, entonces, de tropas versátiles y poco costosas en equipo, entrenamiento y manutención. Esto explica que tanto tracios como, más tarde, griegos incapaces de costearse el equipo de hoplita, se enrolaran como peltastas a modo de mercenarios.
Durante la época arcaica y cásica, la tradición marcial griega estuvo dominada casi exclusivamente por la infantería pesada u hoplitas. Sin embargo, se han encontrado pinturas cerámicas mostrando también hoplitas portadores de peltas. Narra Heródoto que el tirano Pisístrato fue el primero en alquilar peltastas tracios, durante el siglo V a. C. y algunos peltastas tracios formaron parte del ejército de Jerjes I, en 480 a. C. Sin embargo siguieron siendo tropas poco usadas hasta finales del siglo IV a. C.
Durante la guerra del Peloponeso fueron empleados por primera vez como parte de las dotaciones militares. 
Estas tropas ligeras habían sido tratadas siempre como fuerzas de apoyo, y se las usaba sólo en escaramuzas, en especial contra las cargas de la caballería. Con el lanzamiento masivo de sus jabalinas, y después utilizando enseguida sus espadas, servían igualmente para la persecución de los vencidos. 
Más tarde, dado el coste reducido del equipamiento, se formaron importantes contingentes de peltastas, quienes lograron éxitos frente a los hoplitas más fuertemente armados. Así, en lo que es su acción más célebre, en Lequeo: en 390 a. C., un joven general ateniense, Ifícrates, al frente de un grupo de peltastas bien entrenados y disciplinados, logró aniquilar una mora espartana, atacándolos por el flanco derecho para aprovechar que este lado no estaba protegido por el escudo hoplita. 

Esta hazaña le ha valido a Ifícrates un puesto en la historia militar (aunque se suele olvidar la presencia de un contingente de hoplitas atenienses, decisivos a la hora de provocar la desbandada espartana) e hizo que variase radicalmente la actitud de los griegos con respecto a los peltastas, hasta el punto de que en 349 a. C., Atenas envió contra Filipo II de Macedonia un ejército compuesto únicamente de peltastas y un pequeño escuadrón de caballería.

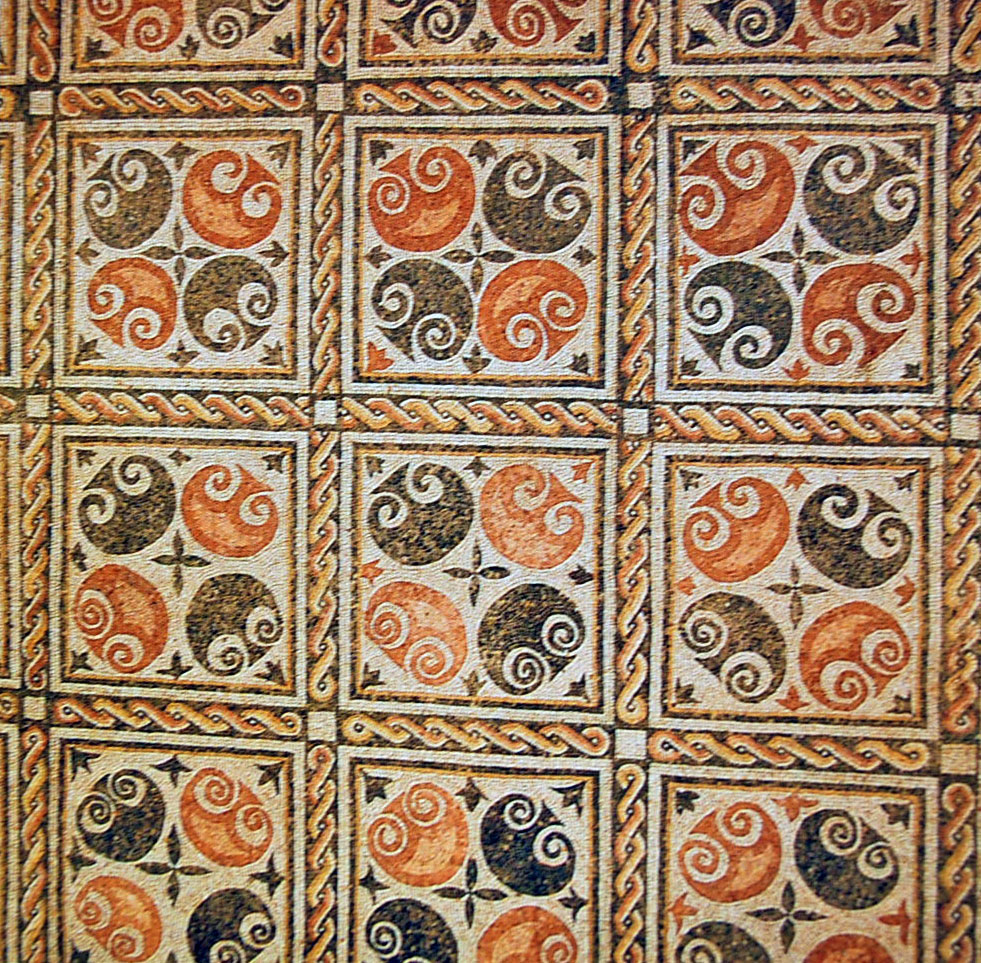
Peltas representadas en los mosaicos de la habitación V-17 de la Villa romana de La Olmeda en Pedrosa de la Vega (Palencia, Castilla y León).

Según Diodoro Sículo, Ifícrates fue el responsable de una modificación en el armamento peltasta, sustituyendo las jabalinas con largas lanzas, quizá alrededor del 374 a. C.. 
Algunos autores modernos, como J.G.P. Best, sostienen que estas tropas no eran auténticos peltastas, sino hoplitas ligeramente armados que llevaban la pelta junto con largas lanzas, combinación que ha sido interpretada como un antepasado directo de la falange macedonia. Sin embargo, aparecen lanzas en ilustraciones de peltastas antes de la época de Ifícrates, y algunos peltastas pudieron haber llevado tanto lanzas como jabalinas. 
Alejandro Magno empleó tropas de este tipo, procedentes de las tribus tracias del norte de Macedonia, en particular de los agrianos, aunque en el ejército macedonio, se prefirieron los cuerpos de hipaspistas similares a los peltastas, pero con un armamento un poco diferente. 
En el siglo III a. C., los peltastas fueron gradualmente reemplazados por tureóforos. Las últimas referencias a los peltastas pueden referirse, de hecho, a su estilo de equipamiento cuando la palabra peltasta se convirtió en sinónimo de mercenario.